# Cestrum dumetorum
Cestrum dumetorum es una especie de arbusto de la familia Solanaceae nativa de América Central.

## Características
Cestrum dumetorum es un arbusto o árbol, que alcanza un tamaño de 2–7 m de alto, con ramitas tomentulosas, glabrescentes, yemas axilares tomentosas. Las hojas mayores angostamente ovadas o elípticas, de 7–13 (–20) cm de largo, el ápice agudo o acuminado, la base obtusa, ambas superficies suavemente tomentosas, glabrescentes excepto en los nervios y los domacios conspicuos en las axilas de los nervios en el envés; pecíolos de 1–3.5 cm de largo, tomentosos y glabrescentes, las hojas menores a veces evidentes. Las inflorescencias en forma de panículas laxas con muchas flores, en los extremos de las ramas, el raquis tomentuloso, los pedicelos obsoletos, son flores nocturnas; el cáliz es tubular, de 4–6 mm de largo, tomentoso especialmente en las costas, lobos desiguales, en su mayoría muy pequeños, 0.1–0.2 mm de largo, con 1 o 2 senos separándose profundamente hasta 2.5 mm; la corola de color verde, en tubo obcónico, 8–12 mm de largo, ligeramente ensanchado alrededor de las anteras, frecuentemente casi la mitad incluida en el cáliz, glabro, lobos 4–6 mm de largo, tomentosos en el margen; filamentos libres por 1–2 mm de su longitud, denticulados, pubescentes por abajo del diente y glabros por encima. El fruto es una baya ovoide, 6–8 mm de largo, purpúreo obscura, parcialmente incluida en el cáliz irregular; semillas 3–4 mm de largo.

## Distribución y hábitat
Es una especie común, que se encuentra en áreas alteradas, en la zona del Océano Pacífico; a una altitud de 200–1100 m; desde el centro de México a Costa Rica.

## Propiedades
Su aplicación medicinal más usual es para todo tipo de inflamaciones. Con tal motivo la hoja se coloca a manera de cataplasma y sostenida con una venda, o pegada con "unto" en la parte afectada, en ambos casos se aplican dos o tres veces al día, hasta que baje la hinchazón (Morelos). Cuando se trata de inflamaciones intestinales, se bebe el cocimiento de toda la planta (Morelos).
También, suele utilizarse el cocimiento de toda la planta para el derrame de bilis o la cocción de las hojas para dar baño postparto. Se aplican fomentos en heridas, granos, cáncer y para evitar la gangrena.  Para bajar la fiebre las hojas molidas y diluidas en agua se suministran por vía oral. Puestas en tobillos, rodillas y sienes o untadas en vela de grasa colocadas en cada sien sirven como chiquiadores. Además, se menciona el uso de la savia como cicatrizante.
Historia
La única información encontrada corresponde a Maximino Martínez en quien en el siglo XX, la señala para la dermatosis.
Química
En los retoños de las hojas de Cestrum dumetorum se ha identificado el beta-sitosterol y se ha detectado la presencia de taninos.

## Taxonomía
Cestrum dumetorum fue descrita por Diederich Franz Leonhard von Schlechtendal y publicado en Linnaea 7: 61–62, en el año 1832.
C. laxiflorum (=nom. nov. C. honduronicaraguense) fue descrita de material de Nicaragua (Baker 2122) y Honduras, ninguno de los cuales se ha visto, por lo que se la ha puesto en sinonimia con ciertas dudas. En el tratado de Francey, tanto C. dumetorum como C. laxiflorum tienen un domacio de tricomas en las axilas de los nervios en el envés, los cuales de otra manera son diagnósticos de C. dumetorum en Centroamérica y, las diferencias atribuidas a C. laxiflorum, como son los lobos de la corola de 6.5 mm de largo y las inflorescencias compactas, son algunas veces observadas en el grupo al que aquí se ha referido como C. dumetorum. "Hediondillo".
Etimología
Cestrum: nombre genérico que deriva del griego kestron = "punto, picadura, buril", nombre utilizado por Dioscórides para algún miembro de la familia de la menta.
dumetorum: epíteto latino que significa "con espinos".
sinonimia
- Cestrum dumetorum var. phyllobotryon Francey
- Cestrum dumetorum var. phyllobotryon Dunal
- Cestrum honduronicaraguense C.Nelson
- Cestrum laxiflorum Francey
- Cestrum semivestitum Dunal[5]